# Pyxichromis
Рід налічує 3 види риб родини цихлові.

## Види
- Pyxichromis orthostoma (Regan 1922)
- Pyxichromis paradoxus Lippitsch & Kaufman 2003
- Pyxichromis parorthostoma (Greenwood 1967)